# (5953) Shelton
(5953) Shelton ist ein Asteroid des Hauptgürtels, der am 25. April 1987 von den US-amerikanische Astronomen Carolyn S. Shoemaker und Eugene Shoemaker am Palomar-Observatorium (IAU-Code 675) nordöstlich von San Diego in Kalifornien entdeckt wurde.
Der Asteroid gehört zur Phocaea-Familie, einer Gruppe von Asteroiden, die nach (25) Phocaea benannt ist und für die unter anderem die 4:1-Bahnresonanz mit dem Planeten Jupiter charakteristisch ist.
Der Himmelskörper wurde nach dem kanadischen Astronomen Ian Shelton (* 1957) benannt, der durch die Entdeckung der hellen Supernova SN 1987A in der Großen Magellanschen Wolke bekannt wurde.